# Dino Ballacci
Dino Ballacci (* 24. Mai 1924 in Bologna; † 6. August 2013 in Imola) war ein italienischer Fußballspieler und späterer -trainer. Als aktiver die meiste Zeit beim FC Bologna unter Vertrag, coachte er später eine Reihe von Vereinen und erreichte mit der US Catanzaro den Einzig ins Endspiel um die Coppa Italia 1965/66.

## Spielerkarriere
Dino Ballacci, geboren am 24. Mai 1924 in Bologna, begann mit dem Fußballspielen direkt in seiner Heimatstadt. Der dortige FC Bologna förderte das Talent des jungen Abwehrspielers und Ballacci verbrachte dort seine Jugend. 1945, in einem Jahr, in dem in Italien der Spielbetrieb kriegsbedingt quasi stillstand, wurde Dino Ballacci dann in die erste Mannschaft des FC Bologna aufgenommen. Von nun an spielte er dreizehn Jahre lang bis 1957 im Trikot des Football Club und machte in dieser Zeit 306 Ligapartien mit acht Torerfolgen. Dabei erwischte Dino Ballacci gerade eine relativ erfolglose Zeit des FC Bologna, während jeweils eine Generation vor und nach ihm zu Meisterehren kamen. Ballacci konnte mit seiner Mannschaft nur einen Titel erringen, die Coppa Alta Italia 1946 ist aber im Nachhinein betrachtet nicht von großer Bedeutung. 
1957 verließ Dino Ballacci den FC Bologna und schloss sich dem AC Lecco an, wo er ein Jahr lang in der Serie B Fußball spielte und zu 28 Ligaspielen mit einem Tor kam. Nach dieser Saison ging er weiter zum FC Lucca, einem ehemaligen Erstligisten, der mittlerweile in die Niederungen der Serie C herabgesunken war. Hier machte Dino Ballacci 29 Spiele, ein Treffer gelang dem Verteidiger nicht. In den folgenden Jahren war er noch für die AC Portogruaro und den FC Civitanovese aktiv, ehe er seine fußballerische Laufbahn 1962 im Alter von 38 Jahren beendete. Schon in seinem letzten Jahr als Spieler war Ballacci parallel noch Trainer für den FC Civitanovese. In der Folge schlug er eine Laufbahn als Fußballcoach ein, die ihm Anstellungen bei einer ganzen Reihe von Vereinen in Italien einbrachte.
Im Jahr 1954 brachte es Dino Ballacci auch auf ein Länderspiel in der italienischen Fußballnationalmannschaft. Dieses absolvierte er beim 5:1-Sieg gegen Ägypten im Rahmen der Qualifikation zur Fußball-Weltmeisterschaft 1954. Bei dem Turnier selber wurde er von Nationaltrainer Lajos Czeizler jedoch nicht berücksichtigt.

## Trainerkarriere
Nach dem Ende seiner aktiven Laufbahn als Fußballspieler wurde Dino Ballacci Trainer, wobei er seine erste Station noch als Spielertrainer von 1961 bis 1962 beim FC Civitanovese hatte. Nach Engagements bei Rovigo Calcio, dem AC Prato sowie dem AC Reggiana kam Ballacci im Sommer 1965 zum süditalienischen Zweitligisten US Catanzaro, wo er zwar nur ein Jahr angestellt war, dem Verein aber zum bis heute größten Erfolg in der Vereinsgeschichte verhalf. Während man in der Serie B mit Platz zehn nur einen Mittelfeldrang erreichen konnte, gelang in der Coppa Italia 1965/66 sensationell das Vordringen bis ins Endspiel. Nachdem man zuvor nacheinander den FC Messina, den SSC Neapel, Lazio Rom, den AC Turin sowie Inter Mailand ausgeschaltet hatte, wartete im Finale mit dem AC Florenz ein weiteres Starensemble. Und erneut konnte Catanzaro gut mithalten. Kurt Hamrin brachte die Fiorentina zwar in der ersten Halbzeit in Führung, doch konnte Giuseppe Marchioro für die Süditaliener im zweiten Durchgang ausgleichen, sodass es nach dem Ende der regulären Spielzeit unentschieden stand. Eine Minute vor dem Ende der Verlängerung war es dann Mario Bertini, der den Traum vom ersten Titel der Vereinsgeschichte des US Catanzaro zunichtemachte und seinen AC Florenz zum Pokaltriumph führte.
Nach dieser einen erfolgreichen Saison endete Dino Ballaccis Trainerphase beim US Catanzaro dann auch wieder, er ging für zwei Jahre zu CC Catania, mit dem in der Serie B spielte, in seiner zweiten Saison jedoch frühzeitig entlassen wurde. Nach je einem weiteren Jahr in Prato und Catanzaro arbeitete Ballacci drei Jahre lang für den AC Arezzo in der Serie B, ehe er 1973 bis 1974 die US Alessandria coachte und mit dem norditalienischen Verein den Aufstieg von der dritten in die zweite Liga erreichte. Ein erneuter Aufstieg gelang Ballacci in der Folgesaison, er führte den AC Pistoiese von der damals noch viertklassigen Serie D in die dritthöchste Spielklasse des italienischen Vereinsfußballs, im Folgejahr konnte man sich dort als Aufsteiger mit Platz neun souverän den Klassenerhalt sichern. In den drei Folgejahren trainierte Ballacci erneut den AC Arezzo in der dritten Liga, ehe er von Februar bis Juni 1980 den AC Ancona betreute. Nach seinem Engagement in Ancona war Dino Ballacci zwei Spielzeiten lang erneut Verantwortlicher an der Seitenlinie bei der US Alessandria und schaffte mit dem Verein in der Serie C2 1980/81 den Aufstieg in die Serie C1, im Jahr darauf folgte jedoch der direkte Wiederabstieg. Daraufhin tingelte Dino Ballacci noch einige Jahre durch den unterklassigen italienischen Fußball, ehe er 1988 in seiner dritten Amtszeit in Alessandria seine letzte Trainerstation hatte.

## Erfolge

### Als Spieler
- Coppa Alta Italia: 1×

1946 mit dem FC Bologna

### Als Trainer
- Endspielteilnahme in der Coppa Italia: 1×

1965/66 mit der US Catanzaro
- Serie C: 1×

1973/74 mit der US Alessandria
- Serie C2: 1×

1980/81 mit der US Alessandria
- Serie D: 1×

1974/75 mit der US Pistoiese